# تیرزن بال‌شیشه‌ای
تیرزن بال‌شیشه‌ای (نام علمی: Homalodisca vitripennis) نام یک گونه از تیره زنجرک است.